# Catherine Binet
Catherine Binet (Tours. 12 de març de 1944 - 14è districte de París, 20 de febrer de 2006) va ser una muntadora i cineasta francesa. Va ser l'última companya de l'escriptor Georges Perec.

## Biografia
George Perec l'ajuda amb el finançament del seu primer llargmetratge Les Jeux de la comtesse Dolingen de Gratz.
És amiga de Marina Vlady que li va dedicar una novel·la C'était Catherine B..
El 2021 es crearà un carreró "Catherine Binet" a Tours nord al sector del Fòrum Méliès

## Filmografia
- Les Jeux de la comtesse Dolingen de Gratz, 1980
- Film sur Hans Bellmer, 1972
- Trompe-l'œil, 1982
- Les Passages parisiens, 1982
- Jacques Carelman, 1983
- Hanae Mori, haute couture, 1986
- Te souviens-tu de Gaspard Winckler ?, 1990, sobre Georges Perec
- Le Printemps de Marcel Hanoun